# فورست هیل (تنسی)
فورست هیل(به انگلیسی: Forest Hills) شهری در ایالت تنسی کشور ایالات متحده آمریکا است که جمعیت آن در سرشماری سال ۲۰۱۰ میلادی، ۴٬۸۱۲ نفر بوده‌است.